# Abati di Bobbio

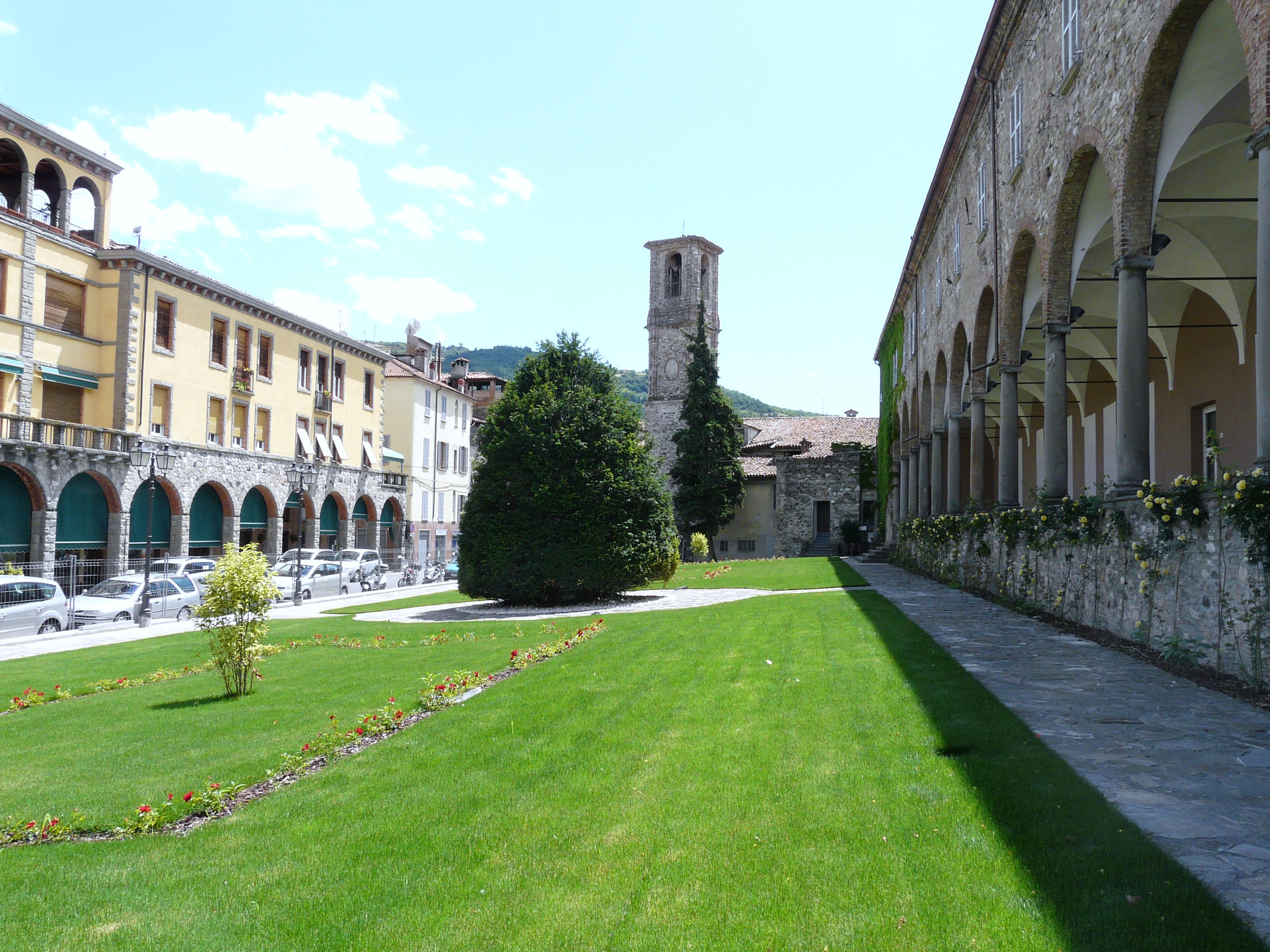
Bobbio, porticato del monastero di san Colombano

## Cronotassi

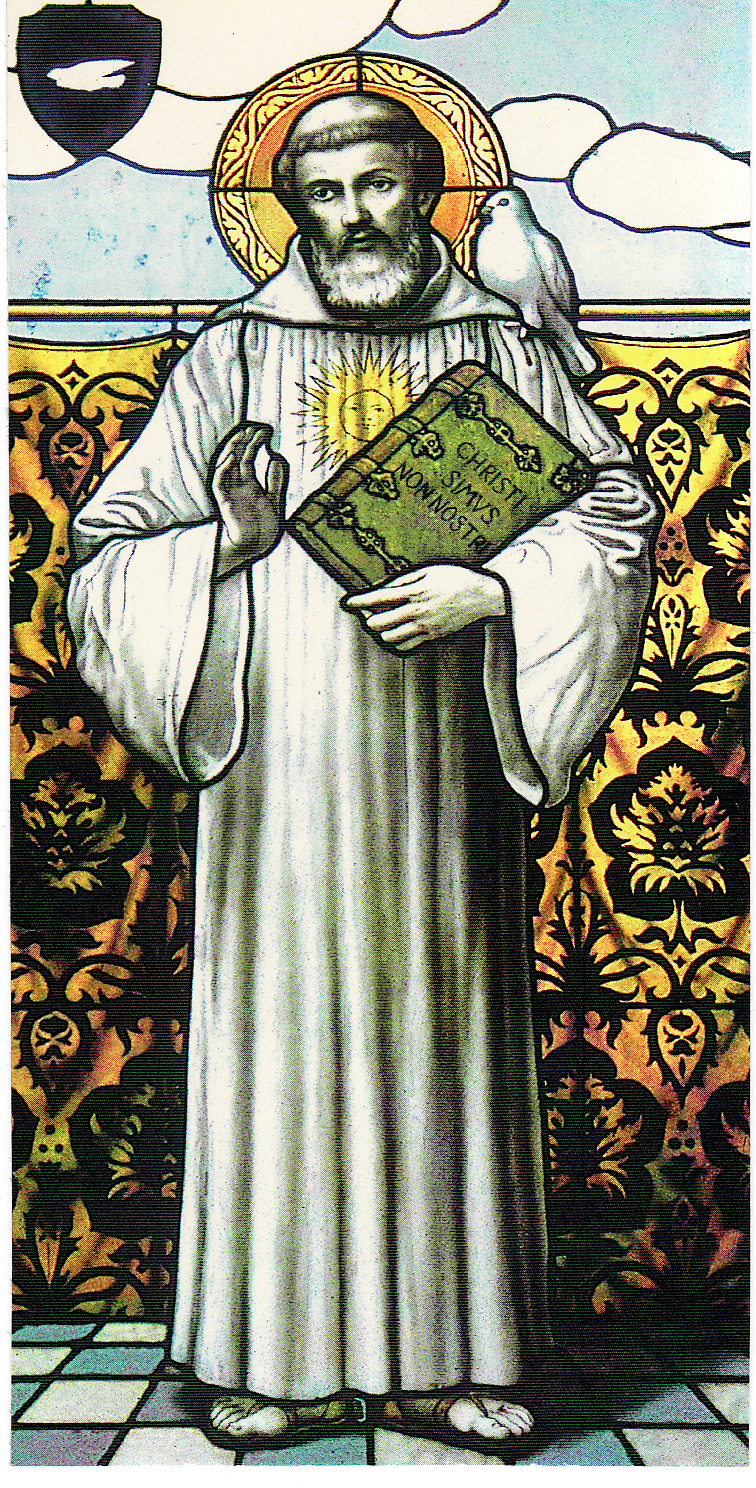
Immagine di san Colombano della vetrata della cripta dell'abbazia di Bobbio

Le fonti per la cronotassi degli abati dell'abbazia di San Colombano a Bobbio sono varie, all'elenco compilato dall'Ughelli, che parte dal 950 fino al 1449 all'unione del monastero alla congregazione benedettina di S. Giustina, si aggiungono le fonti dell'elenco compilato dal Cantelli e poi con l'elenco compilato dall'abate Rossetti che protrasse la serie fino al 1792.
- San Colombano (24 luglio 613-23 novembre 615): fondatore dell'abbazia di San Pietro;
- Sant'Attala (615-10 marzo 627)[1]: il complesso monastico si ingrandisce ed aumentano i monaci (tra i quali Giona);
- San Bertulfo (627-19 agosto 639)[2]: ottiene l'11 giugno 628 da papa Onorio I la protezione pontificia sul cenobio ed il privilegio di nullius dioeceseos in cui riconosceva all'abbazia la più ampia immunità ed esenzione da ogni giurisdizione vescovile, Bertulfo al ritorno da Roma incarica Giona di scrivere la biografia di San Colombano;
- San Bobuleno (639-653)[3]: papa Teodoro I conferma il privilegio di esenzione e riforma con il consenso del papa la vita monastica; sotto di lui i monaci diventano 150; inoltre dal 643 è il primo abate mitrato;
- San Cumiano (653 - 725-744): monaco in Irlanda, vescovo in Scozia, si reca a Bobbio come semplice monaco; il re Liutprando gli farà dono di una stupenda lapide sepolcrale, oggi conservata nel museo dell'abbazia, probabilmente sotto il suo abbaziato si iniziarono i grandi lavori di ristrutturazione del monastero.
- San Congello (o Comogello o Comgall)[4], monaco irlandese, vissuto pochi mesi dopo la nomina abbaziale;
- Vorgusto[4];
- San Suniberto (o Suniperto)[5], raffigurato come abate fra i primi quattro santi (assieme ai monaci Allo, Walcario e Cuniberto) al centro della volta del transetto della basilica di San Colombano in quattro medaglioni del pittore Bernardino Lanzani.
- Anastasio (747-774), citato in un diploma di re Rachis del 5 agosto 747 per il reintegro dei beni del monastero di Carbonara al Ticino, dei beni sottratti all'epoca del re Liutprando verso i confini del torrente Nure e monti circostanti e la concessione di una peschiera, detta Burbure, collocata tra il Mincio e il Garda, primo nucleo della corte di Garda del futuro priorato di Bardolino; sempre lo stesso anno si ebbe l'ultimazione dei lavori di ristrutturazione del monastero e la nuova dedicazione a San Colombano che va ad affiancare la precedente agli apostoli Pietro e Paolo. Attorno al 750 il re Astolfo, grazie ai monaci di Bobbio che porteranno alcune reliquie di San Colombano, fonda nella valle di Bronda (vicino a Saluzzo) il monastero di San Pietro e San Colombano di Pagno come dipendenza bobbiese.
- Guinibaldo I (o Gundebaldo) (774-833), Carlo Magno, conquistata Pavia nel 774 e divenuto re dei Franchi e dei Longobardi, emana un diploma datato 5 giugno 774 in favore del monastero di Bobbio indirizzato all'abate Guinibaldo, confermando i possessi dell'abbazia e testimoniando la donazione della selva della corte di Montelungo (o Montelongo) di Ruino (PV) con tutti i terreni adiacenti e la selva di Alpe Adra della Val Petronio, il borgo marino e la zona attorno alla punta di Moneglia ed il suo territorio, che divenendo porto monastico permetteva al cenobio di Bobbio uno sbocco sul Mar Ligure.
- Wala (833-31 agosto 836)[6]: cugino, consigliere del re e primo ministro di Carlo Magno prima e di Ludovico il Pio dopo. A causa di dissapori con il nuovo imperatore Ludovico il Pio, Wala venne allontanato dalla corte imperiale, nel 816 prese la vita monastica ritirandosi nell'abbazia di Corbie e in seguito ne divenne abate governando anche l'abbazia di Corvey, ruppe definitivamente e politicamente con la corte e venne condannato a 7 anni di esilio. Scelse Bobbio nell'831 per la sua cultura e regola, e la protezione che gli dava re Lotario I di cui ne divenne consigliere, venne eletto dai monaci alla carica di abate nell'833 e si diede da fare per valorizzare il monastero e la biblioteca; muore misteriosamente nell'836.
- Dungallo (o Dungal) (?)[4][7][8], ricordato in tarda età come abate in un poema del vescovo irlandese San Donato di Fiesole. Monaco irlandese, maestro di retorica e scienza, astronomo e poeta, formatosi nella celebre abbazia di Bangor da dove proveniva Colombano, durante le invasioni vichinghe lasciò Bangor agli inizi del IX secolo portando nel continente europeo numerosi volumi della celebre biblioteca per salvarli alla distruzione, ed infine giunse a Bobbio come monaco ed insegnante e dove arricchì la biblioteca dello Scriptorium di Bobbio con 27 volumi di scuola irlandese fra cui il celebre Antifonario di Bangor. Il 25 maggio dell'anno 825 l'imperatore Lotario I promulga il capitolare di Corteolona e nomina Dungallo rettore della Schola Papiense (oggi Università degli Studi di Pavia).
- Ebbone (836-843), teologo franco, già arcivescovo di Reims (814-835, 840-841) e consigliere di Ludovico il Pio. Principale esponente nell'Assemblea di Compiègne (833) che destituì l'imperatore Ludovico il Pio, in seguito alla restaurazione dell'imperatore nell'835 e alla decisione del concilio di Thionville, venne esiliato a Bobbio, dove nell'836 succedette all'abate Wala. Nell'843 lasciò Bobbio e passò in Germania, dove re Ludovico il Germanico gli offrì il vescovado di Hildesheim (843-851) che resse fino alla morte.
- Amalrico (1º governo: 22 agosto 843-849), abate e poi vescovo di Como (844–865) ed abate commendatario di S. Colombano. L'imperatore Lotario I il 22 agosto 843 indirizza all'abate Amalrico il privilegio fiscale preceptum immunitatis, in cui vi è la concessione a favore del monastero di eventuali pretese del fisco regio verso uomini liberi o servi di quella comunità, negli stessi anni (tra l'844 e l'847) anche papa Sergio II dispone più volte in favore del monastero;
- Hilduino (o Ilduino) (850-859), abate e presunto 1º conte di Bobbio, già arcicancelliere imperiale e di Lotario I e arcivescovo di Colonia (842-848/849 dimessosi) e poi abate di S. Colombano, durante il suo abaziato, il 20 agosto 850 San Donato vescovo di Fiesole offre al cenobio la chiesa piacentina di Santa Brigida d'Irlanda con tutte le sue pertinenze, disponendo che vi sia costituito un prevosto e lo xenodochio dedicato alla Santa Risurrezione per pellegrini irlandesi e iro-scoti, suoi conterranei. A lui venne riferito il celeberrimo diploma falso dell'imperatore Lotario I a conferma del titolo comitale di Bobbio, cui molti abati in seguito ne faranno ricorso per legittimare la loro giurisdizione feudale del territorio, giurisdizione falsamente riconosciuta universalmente fino al processo di Cremona del 1208 in cui si proverà il falso diploma e si sottoporrà il monastero sotto l'autorità del vescovo di Bobbio. Infatti il titolo di conte di Bobbio, non risulta mai esser stato conferito personalmente ad alcun abate e - men che meno - genericamente al reggitore pro tempore del cenobio stesso. Il documento si ritiene sia collocabile tra i falsi del 1172, in pieno periodo di lotta tra il monastero e il vescovo, quando, cioè, un titolo comitale costituiva un'ottima arma di difesa;
- Amalrico (2º governo: 860-863), vescovo di Como (844–865) ed abate commendatario di S. Colombano (rielezione del precedente), durante la sua reggenza con il diploma imperiale del 7 ottobre 860 l'imperatore Ludovico II riconferma al monastero tutti i diritti e gli antichi privilegi, vengono determinati e ribaditi i possedimenti del monastero della corte di Calice, conteso tra il cenobio e il conte di Piacenza Vifredo I, ammonendo i successori del predetto conte o i suoi «funzionari» a non riaprire la questione. Vengono inoltre ribaditi tutti i diritti di navigazione delle flotte del monastero già goduti ed i diritti di navigazione sul Po e sul Ticino e nelle peschiere sul Lago di Garda della corte di Garda del monastero di San Colombano del priorato di Bardolino, contesi sempre dal conte di Piacenza Vifredo e nel gardense dal vescovo e conte di Brescia Notingo;
- Ermerissione (863-865)[4], dell'abate Ermerissione conosciamo solo il nome tramandatoci da una donazione del 19 giugno 863 riguardante possessi nel territorio di Tortona;
- Ermenrico (865-865)[9], l'abate Ermenrico è citato in un documento datato 2 febbraio 865 e redatto dall'imperatore d'Italia Ludovico II in Santa Sofia, frazione di San Pietro in Cariano (nel veronese) possesso del cenobio bobiense, qui l'abate di Bobbio ospita Ludovico II e le sue truppe dirette in spedizione contro i saraceni che avevano occupato l'Italia meridionale ed ottiene la riconferma dei diritti e dei privilegi al monastero concessi dal padre Lotario I;
- Guinibaldo II (o Winibaldo) (865-883), durante il suo abaziato si ha notizia di una bolla di papa Giovanni VIII (872) in favore del monastero e della riconferma dei diritti e dei privilegi da parte del re d'Italia Carlomanno con il diploma del 20 ottobre 877;
- Agilulfo (2 marzo 883 - 25 luglio 896)[9]: iniziò la grande ricostruzione ed ampliamento del monastero che raggiunse il massimo splendore. Nell'883 l'abate realizzò un'adbreviatio dei beni del monastero, al fine di dirimere alcune controversie sorte sul possesso degli stessi. Difatti sotto il suo abaziato il monastero ebbe le riconferme dei diritti e privilegi da parte dei re d'Italia ed imperatori Carlo il Grosso (883), Berengario I (2 o 5 marzo 888), Guido II di Spoleto (11 aprile 893), Lamberto II di Spoleto (24 luglio 896) e Arnolfo di Carinzia (896);
- Liutvardo (o Liuterardo) (896-24 giugno 900 o 901), già monaco dell'abbazia di Reichenau divenne arcicancelliere di Carlo il Grosso, eletto arcivescovo di Vercelli (880-901) divenne abate commendatario di S. Colombano; perse la vita in uno scontro con gli Ungari il 24 giugno del 900 o 901.
- Raperto (aprile 901-903)[9];
- Teodelassio (11 settembre 903 - 3 marzo 917)[9], nell'aprile 915 il re Berengario I risolve a favore del monastero la contesa per i beni cenobiali relativa ai beni della corte di Barbada, cioè la zona di Santa Giuletta (PV);
- Silverado (917-927)[9];
- Gerlanno (928-936)[9][10], per ottenere protezione, decise di trasportare il corpo di san Colombano a Pavia davanti al re Ugo di Provenza nel 929. Il suo successo non sarà duraturo;
- Luifredo (o Liutefredo) (936-943);
- Giseprando (943-963)[9], cancelliere di Lotario II e vescovo di Tortona, fondatore dell'abbazia di San Marziano di Tortona, riprende l'uso della commenda;
- Guberto (963-973);
- Pietro I Pietroaldo (11 luglio 973 - 980) in corrispondenza con Gerberto di Aurillac e l'imperatore sui tentativi di usurpazione del territorio monastico;
- Guinibaldo II (980-982);
- Gerberto di Aurillac (fine 982-999), arcivescovo di Reims e arcivescovo di Ravenna, futuro papa Silvestro II. Analogamente a molti predecessori, Gerberto rimase a Bobbio due anni circa, tornando a Reims nel 984 dopo la morte dell'imperatore, anche se continuò a rivestire il titolo abbaziale fino all'ascesa al soglio di Pietro, avvenuta nell'anno 999. Quindi per 15 anni l'abbazia fu priva di governo abbaziale subendo numerosi tentativi di spoliazioni del patrimonio abbaziale;
  - Auderico (sec. X)[9]
  - Luniberto (sec. X)[9]
- Abate-vescovo Pietroaldo (999 - 7 aprile 1017)[9], era probabilmente nipote dell'abate Pietro I Pietroaldo, venne designato da papa Silvestro II. A lui si deve il progetto di trasformare il monastero in sede vescovile, per scongiurare i tentativi di usurpazione da parte dei vicini vescovi di Piacenza e Tortona. Nel Natale del 1013 l'abate incontrò a Pavia l'imperatore Enrico II e, nel febbraio 1014, l'imperatore ottenne dal papa Benedetto VIII l'assenso alla fondazione della nuova sede vescovile. Ciò conferì a Bobbio il titolo di città. Primo vescovo fu lo stesso Pietroaldo che, dal 1014 al 1017, cumulò le due cariche, inoltre Bobbio diventa diocesi "esente" ed "immediatamente soggetta alla Santa Sede".
- Abate-vescovo Attone (1017-1017): scelse come chiesa cattedrale l'antica chiesa romana di Santa Maria posta a fianco dell'attuale castello di cui rimangono i resti assieme alla torre detta "del vescovo". Quindi vi fu poi un nuovo abate.
- Placido da Pavia (?) (1009)[9];
- Bosone (1027-1046)[9];
- Placido (?-1073);
- Abate-vescovo-conte Guarnerio (1073-1076) (inizia la costruzione del duomo di Bobbio, nel 1076 lascia la carica di abate, scomunicato nel 1081, muore nel 1095);
- Lanfranco (30 marzo 1076-1087);
- Jacopo I (1087-1096);
- Gandolfo (1 marzo 1096-1125);
- Abate-vescovo-conte Simone Malvicino (1125-1142) (nel 1133 trasforma la diocesi di Bobbio in suffraganea aggregandola alla provincia ecclesiastica dell'arcidiocesi di Genova, cede nel 1142 inoltre la carica di abate al nipote Oglerio)
- Abate-vescovo-conte Oglerio Malvicino (3 marzo 1142 - 15 marzo 1144)[9];
- Gotescalco (1144-1153)[11]
- Anselmo o Anselmo de Buxinatho (1153-1155);
- Lanfranco (1155-1156)[11], dirige nel 1155 una supplica all'imperatore Federico Barbarossa a nome dell'abbazia;
- Folco o Falcone (14 febbraio 1156-1170);
- Manfredo (20 settembre 1170-1181);
- Rainerio (4 aprile 1181-1199);
- Alberto de Buxinatho (1 aprile 1199-1201);
- Romano (24 luglio 1201-1218);
- Guglielmo (Wilielmus) de Monticello (13 settembre 1218-1255), nominato dopo l'arbitrato di papa Innocenzo III a chiusura delle prime controversie fra il monastero ed il vescovo-conte Oberto Rocca in seguito al processo di Cremona del 1208 e all'assoggettamento del monastero imperiale al vescovo di Bobbio, ma in seguito fortemente contrastato;
  - Romano (1226-1227), rinominato illegittimamente dal vescovo Oberto Rocca, assume temporaneamente la carica di vescovo-conte dopo la prima fuga del vescovo Oberto Rocca;
  - Alberto (1227-1228), nominato illegittimamente dal vescovo Oberto Rocca;
  - Guglielmo (Wilielmus) de Monticello (1228-1231), riassume temporaneamente la carica di abate e di vescovo-conte dopo la seconda fuga del vescovo Oberto Rocca;
  - Pietro II (1231-1233), nominato illegittimamente dal vescovo Oberto Rocca;
  - Guglielmo (Wilielmus) de Monticello (1233-1244), riassume temporaneamente la carica di abate e di vescovo-conte alla morte di Oberto Rocca fino all'elezione del vescovo Alberto De Andito (giugno 1233);
  - Jacopo II (1244-1245), nominato illegittimamente dal vescovo Uberto De Andito subentrato ad Alberto;
  - Guglielmo (Wilielmus) de Monticello (1245-1252), riottiene la carica di abate;
  - Pietro III (1252-1253), nominato illegittimamente dal vescovo Uberto De Andito;
  - Guglielmo (Wilielmus) de Monticello (1253-1255), riottiene la carica di abate;
- Ugo o Ugone (9 marzo 1255-1265), nominato da alcuni monaci subito dopo la morte di Guglielmo in accordo con il vescovo, contrastato da parte di altri monaci che si erano opposti da subito alla sua nomina, in seguito si ritira nel priorato bobbiese del monastero di San Colombano di Bardolino;
  - Opiço (1255), eletto da parte di alcuni monaci in contrapposizione a Ugo;
- Oberto de Oddone (1265-1276);
- Iacopo de Verdeto (2 marzo 1276 - 23 ottobre 1301);
- Guido de Suço (o Suçio) (1301-1307), abate e conte;
- Iacopo (1307-1309);
- Stefano de Riçolo (o Riçollo) (15 settembre 1309-1323);
  - Guido (1315), priore della chiesa di Sant'Antonino di Bra (possedimento bobbiese) e vicario del monastero di S. Colombano;
  - Obertino de Garigiis (1320-1323), monaco vicario;
  - Pietro de Dodis (1323-1324), economo e amministratore del monastero, e temporaneamente abate vacante;
- Alberto (24 maggio 1324-1343), già vicario del vescovo di Verona ed abate di San Zeno Pietro I della Scala mantenne buone relazioni coi vescovi di Verona e con gli Scaligeri, durante il suo abbaziato dimorerà a lungo nella pertinenza bobbiese del monastero di San Colombano di Bardolino;
- Pietro Garilius Garigius (8 agosto 1343 - 25 maggio 1374);
- Iacopo de Crivellis di Piacenza (22 febbraio 1375-1385);
  - Giovanni de Bandinis di Voghera (1385-1386), economo del monastero e temporaneamente abate vacante
- Giovanni de Rogeriis di Savona (12 gennaio 1386-1390);
- Guynifortis de Canibus di Pavia (9 giugno 1390-1414), abate e conte;
- Giovanni marchese Malaspina di Mulazzo (1414-11 gennaio 1448), abate e conte (ultimo abate della linea colombaniana), ritiratosi dal governo del monastero con bolla papale di papa Nicolò V del 11 gennaio 1448, morirà nel 1453.
  - Leonardo de Medicis (-29 dicembre 1429, economo del monastero, revocato con decreto nel 1429;
  - Antonio de Rizoali (1428-1433), abate del monastero di San Benedetto di Leno ed economo del monastero di S. Colombano di Bobbio;
  - priore Antonio da Mantova (1442-1445) priore del monastero di S. Martino di Bobbio;
  - priore Antonio da Mantova (1445-1448), economo e rettore del monastero;
  - Ludovico de Alladio (31 marzo 1453-1454), monaco della congregazione di Santa Giustina di Padova, nominato dall'abate di San Sisto di Piacenza, Mauro di Pavia, abate vacante;
- Abate Eugenio de Leodio (22 agosto 1454-1456), primo abate benedettino e conte.
- Gregorio di Crema (24 luglio 1456 - 9 aprile 1459), abate e conte
  - Innocenzo di Bobbio (?) (1458), abate[12]
- Basilio di Parma (30 maggio 1459 - 27 marzo 1460), abate e conte
- Antonio di Piacenza (15 luglio 1460 - 22 maggio 1462), abate e conte
- Antonio di Worms (16 agosto 1462 - 24 aprile 1463), abate e conte
- Paconio di Corsica (27 luglio 1463 - 4 gennaio 1464), abate e conte
- Eugenio de Ellodio Eleodio (o de Chodio o de Colodio) (22 giugno 1464 - 18 aprile 1466), abate e conte
- Gregorio di Crema (10 ottobre 1466 - 16 aprile 1467), abate e conte
- Basilio de Russis (o de Rusiis) di Parma (23 maggio 1467 - 14 gennaio 1471), abate e conte
- Gabriele di Genova (23 febbraio 1471 - 12 novembre 1471), abate e conte
- Nicola di Firenze (21 maggio 1472 - 13 dicembre 1473), abate e conte
- Giovanni Antonio di Pavia (9 luglio 1474 - 28 aprile 1479), abate
- Gabriele di Genova (25 settembre 1479 - 19 marzo 1482), abate e conte
- Giovanni Antonio di Pavia (8 giugno 1482 - 14 aprile 1487), abate e conte, sotto di lui avvenne nel 1482, assieme al vescovo di Bobbio Giovanni de Mondani, la traslazione delle reliquie di San Colombano.
- Placido di Genova (4 maggio 1487 - 30 marzo 1491), abate e conte
- Benedetto di Ferrara (26 giugno 1491 - 17 marzo 1492), abate e conte
- Geronimo di Piacenza (28 giugno 1492 - 10 novembre 1494), abate e conte
- Placido di Genova (1495), abate e conte
- Teodoro di Milano (14 dicembre 1496 - 8 aprile 1498), abate e conte
- Antonio di Piacenza (8 giugno 1499 - 21 gennaio 1500) abate e conte
- Paolo di Alessandria (1500-1502) abate
- Benigno di Pavia (29 dicembre 1502 - 2 marzo 1503) abate
- Placido di Retorbido (21 aprile 1503 - 16 aprile 1506) abate e conte
- Giovanni Francesco de la Dona da Bobbio (12 dicembre 1506-1509) abate e conte
- Antonio da Piacenza (1509-1510) abate e conte
- Luca da Vercelli (1510-1511) abate e conte
- Antonio da Piacenza (1511-1512) abate e conte
- Isidoro da Piacenza (1512-1513) abate
- Benedetto da Sarzana (1513-1514) abate
- Luca da Vercelli (1514-1515) abate e conte
- Placido da Retorbido (1515-1516) abate e conte
- Giovanni Francesco de la Dona da Bobbio (1516-1523) abate e conte
- Urbano da Novara (1523-1526) abate e conte
- Placido da Retorbido (1526-1531) abate e conte
- Giovanni Maria da Parma (1531-1532) abate
- Leonardo da Milano (1532-1533) abate e conte
- Basilio da Mantova (1533-1534) abate e conte
- Zaccaria da Piacenza (1534-1535) abate e conte
- Luca da Vercelli (1535-1538) abate e conte
- Placido da Pavia (1538-1539) abate e conte
- Gerolamo da Milano (1539-1540) abate e conte
- Isidoro da Piacenza (1540-1541) abate e conte
- Germano da Moneglia (1541-1542) abate e conte
- Gerolamo secondo (sic) da Milano (1542-1544) abate e conte
- Vitale da Modena (1544-1546) abate e conte
- Innocenzo da Bobbio (1546-1548) abate e conte
- Giovanni Battista da Brescia (1548-1549) abate e conte
- Cipriano da Asti (1549-1551) abate e conte
- Giacomo da Lodi (1551-1552) abate e conte
- Tomaso da Cremona (1552-1553) abate e conte
- Giovanni Francesco da Cherasco (1553-1559) abate e conte[13]
- Benedetto da Savigliano (1559-1559) abate e conte[13]
- Andrea da Castro Gofredo o Guifredo (1560-1563) abate e conte[13]
- Giovanni Francesco da Cherasco (1563-1565) abate e conte[13]
- Placido da Bobbio (1565-1567) abate e conte
- Vitale da Castiglione (1567-1568) abate e conte
- Geminiano da Modena (1568-1569) abate e conte
- Angelo da Gaeta (1569-1571) abate e conte
- Andrea da Ostiglia (Mantova) (1571-1576) abate e conte. Nel 1575 l'abate viene processato assieme ad alcuni monaci arrestati ed accusati di eresia su accusa del vescovo di Bobbio al vicario dell'inquisizione di Bobbio e alla sede dell'inquisizione di Milano, interessando il cardinale di Pisa che conferma che nulla vi è di spettante per il Sant'Uffizio e quindi l'abate ed i monaci vengono prosciolti dalle accuse.
- Nicola da Pavia (1576-1578) abate e conte
- Colombano da Piacenza (1578-1583) abate e conte
- Crisostomo da Brescia (1583-1586) abate e conte
- Prudenzio da Brescia (1586-1588) abate e conte
- Gregorio da Crema (1588-1589) abate
- Colombano da Piacenza (1589-1593) abate e conte
- Giovanni Battista da Piacenza (1593-1594) abate e conte
- Benedetto da Parma (1594-1596) abate e conte
- Giovanni Michele da Pavia (1596-1598) abate e conte
- Panfilio da Bergamo (1598-1599) abate e conte
- Prospero da Piacenza (1599-1602) abate e conte
- Eusebio da Padova (1603-1604) abate e conte
- Gregorio da Castiono (Brescia) (1604-1606) abate e conte
- Celso da Brescia (1606-1607) abate e conte
  - Paolo da Venezia (1607-1607) abate titolare
- Ilario da Piacenza o di Vicenza (1607-1608) abate
- Faustino da Brescia (1608-1610) abate e conte
- Floriberto Frumangus dalle Fiandre (1611-1614) abate e conte
- Silvio da Brescia (1614-1615) abate e conte
- Anastasio da Cavallermaggiore (1615-1617) abate e conte
- Giovanni Evangelista da Modena (1617-1618) abate e conte
- Paolo Silvarezza da Genova (1618-1619) abate e conte
- Desiderio da Milano (1619-1620) abate e conte
- Anastasio da Cavallermaggiore (1620-1621) abate e conte
- Alessio da Guidizzolo (Mantova) (1621-1623) abate
- Basilio da Parma (1623-1627) abate
- Cornelio da Caltieno (1627-1630) abate
- Michele Mantegatia (1630-1632) abate
- Cesario da Modena (1632-1633) abate
- Angelo da Altomonte (1633-1633) abate e conte
- Vitale da Parma (1633-1642) abate e conte
- Bartolomeo da Pavia (1642-1645) abate
- Giovanni Battista da Pinerolo (1645-1646) abate
- Pietro da Reggio (1646-1647) abate
- Cesare da Modena (1647-1649) abate
  - Eutizio da Parma (1650-1650) abate del monastero di S. Pietro di Reggio ed amministratore del monastero di S. Colombano
- Giustiniano da Ferrara (1650-1653) abate
- Gerolamo da Genova o Gerona (1653-1654) abate e conte
- Gerolamo da Piacenza (1654-1657) abate e conte
- Stefano da Roma (1658-1659) abate
- Cesare Carlo da Modena (1659-1660) abate
- Felice da Pavia (1660-1661) abate
- Cherubino da Parma (1661-1665) abate e conte
  - Pietro di Roma (1664-1666) abate titolare
- Leandro Chinelli di Piacenza (1666-1669) abate e conte
  - Agostino di Pavia (1667-1670) abate titolare
- Onorato Arzello di Piacenza (1670-1671) abate e conte
- Agostino Isembaldo di Pavia (1672-1673) abate e conte
- Odoardo di Parma (1673-1677) abate e conte
- Andrea di Pavia (1677-1678) abate e conte
- Ottavio di Reggio (1678-1679) abate
- Paolo di Ferrara (1680-1680) abate
- Arcangelo di Modena (1680-1683) abate
- Adeodato di Reggio (1683-1687) abate e conte
- Paolo Camillo Maruffi di Piacenza (1687-1689) abate e conte
- Benedetto di Modena (1689-1690) abate
- Anselmo di Castiglione (1690-1697) abate e conte
  - Mauro di Piacenza (1693-1694) abate titolare
- Ambrogio Cruce di Milano (1697-1699) abate
- Cesare Pisani di Milano (1699-1704) abate e conte
- Ottavio Cusani di Milano (1704-1710) abate e conte
- Lorenzo Frigio di Pavia (1710-1714) abate e conte di Telecchio
- Giulio Maria Isacco di Milano (1714-1716) abate
- Crisostomo Alderano Malaspina di Olivola (1716-1719) abate e conte
- Benedetto Bacchini di Parma (13 giugno 1719-1721) abate e conte di Telecchio
  - Anselmo de Coquis (1720-1722) priore ed amministratore in assenza dell'abate
- Michele Pio de Magistris di Pavia (1722-1731) abate e conte
  - Giovanni Battista di Piacenza (1726-1732) abate titolare
- Giovanni Benedetto de Metalinis Matellinus di Pavia (1731-1734) abate effettivo e conte
  - Giovanni Battista di Piacenza (1732-1733) abate titolare
- Michele Pio de Magistris di Pavia (1734-1738) abate e conte
  - Girolamo Arrigoni di Milano (1737-1739) priore cancelliere ed amministratore
  - Giovanni Antonio di Pavia (1739-1740) priore e superiore
  - Carlo Geronimo Casati di Milano (1740-1741) cancelliere amministratore
- Nicola Maria Ruggeri di Finale (1741-1747) abate e conte di Telecchio
  - Alloisio Paravicino (1745-1748) decano e superiore in assenza dell'abate
- Giovanni Placido Taffinus di Savigliano (1748-1750) abate
- Giuseppe Amedeo Mora di Bene Vagienna (19 aprile 1750-1751) abate e conte di Telecchio
- Colombano Colombo Schiaffinati di Milano (1751-1769) abate
  - Giovanni Benedetto Mettalinus di Pavia (1753-1753) cancelliere amministratore
  - Giovanni Benedetto Mettalinus di Pavia (1754-1758) abate titolare
  - Giuseppe Antonio Falletti a Moro (1758-1766) priore superiore ed amministratore
  - Benedetto Felice Lovera di Savigliano (1766-1769) priore amministratore
  - Alloisio Benedetto Rossi di Pavia (1769-1771) vicetesoriere e poi abate titolare
  - Felice Amedeo Franchi di Centallo (1771-1772) priore amministratore
- Giovanni Battista Ferri di Piacenza (1772-1773) abate
- Vittorio Patrizio di Scagnello (1773-1775) abate
- Bruno Solaro di Govone (1776-1781) abate
- Mauro Guiberto Toesca (1781-1783) abate
- Michelangelo Carisio (1783-1785) abate
- Leandro Frichignono (1786-1787) abate
- Bruno Solaro di Govone (1787-1790) superiore abate
- Benedetto Felice Rossetti di Savigliano (1790-1791) abate titolare
- Felice Amedeo Franchi di Centallo (1791-1793) abate titolare
  - Benedetto Felice Rossetti di Savigliano (1791-1792) abate di governo
- Michelangelo Carisio (1793-1796) abate
- Bruno Solaro di Govone (1796-1803) abate
  - Colombano Cavalli (1796-1803) priore di San Martino e poi sacerdote
  - Giuseppe Benedetto Orsi (1796-1803) priore di San Colombano e amministratore e poi primo parroco di San Colombano.
  - Pietro Giacinto Pezzi (Tortona, prima del 1803-Bobbio, 2 ottobre 1860) ultimo monaco del monastero: entrò in monastero da giovanissimo e si fece monaco a Bobbio rimanendo dopo la chiusura e secolarizzazione del monastero diventando sacerdote, parroco di San Colombano, canonico della cattedrale, insegnante di lettere e filosofia e responsabile degli archivi e della biblioteca del vescovado; prima della soppressione asportò centinaia di volumi e documenti dalla biblioteca, nascondendoli ai francesi, che furono in seguito recuperati[14].

Il 4 agosto 1923, in forza del breve Quandoquidem hoc di papa Pio XI, i vescovi di Bobbio aggiunsero al proprio il titolo honoris causa di abati di San Colombano